# Labancz Anna-gyilkosság
Labancz Anna (Sajópetri, 1946. október 25. – Miskolc, 1970. április 19.) magyar ápolónő, aki 1966-tól dolgozott a Borsod-Abaúj-Zemplén Megyei Központi Kórház szemészeti osztályán 1970. április 19-i hajnalban bekövetkezett haláláig. Meggyilkolása a magyar kriminalisztika egyik leghírhedtebb esete. Gyilkosát nem sikerült elfogni, és 1990-es években az ügy el is évült. Alakja és halála pedig a mai napig benne van a köztudatban.

## Élete
Labancz Anna 1946. október 25-én született a Borsod-Abaúj-Zemplén megyei Sajópetriben, Labancz János és Veres Anna gyermekeként. Annának két testvére volt. Nővérét Margitnak, míg bátyját Jánosnak hívták. A 20. század megszokott falusi körülményei között élték életüket. A családban az első nagy tragédia 1960 februárjában történt, mikor Anna édesapja elhunyt.  
Az apa tragikus halála után a család vagyoni biztonsága is veszélybe került, így a gyerekeknek az általános iskola elvégzése után már munkába kellett állniuk. Anna egy távoli rokon felajánlásából a miskolci Mezőkernél kezdett el dolgozni, ahol nagyjából háromnegyed évet töltött, ám nem kedvelte az ottani légkört, és a faluban maradás sem volt a tervei között, így tizenöt évesen otthagyta előző munkahelyét, és Miskolcon kezdett dolgozni, háztartási alkalmazottként a Bláthy Ottó Villamosipari Technikum igazgatója, dr. Tenk Béla családjánál. Ekkor lett Miskolcon bejelentett lakos. Ismerkedett a városi élettel, megtanulta a családtól azokat a szokásokat és illemet, amelyek elsajátításának köszönhetően rövidesen értelmiségi körökben is gyakran megfordulhatott. Éveken keresztül felügyelt a gyerekekre, a háztartásra vagy kísérte el a szülőket rendezvényekre. Bizalmas és bensőséges kapcsolatot alakított ki velük. A családdal töltött évek alatt iratkozott be az egészségügyi szakiskolába.
1964 szeptemberében kezdte meg a felkészülést az ápolónői munkára, és 1966-tól kezdett el dolgozni a megyei kórház szemészeti osztályán szemészeti asszisztensként. Ápoltjai előzékeny és közvetlen viselkedése miatt kedvelték. Az ápolónői munka mellett a Földes Ferenc Gimnázium esti tagozatának tanulója volt. Tervei között szerepelt, hogy munkahelyén is továbbképzi magát műtősnőnek.
Barátnőivel sokat járta az akkori igényesebb szórakozóhelyeket és éttermeket, ismerkedés céljából. Szeretett volna elköteleződni egy férfi mellett, majd összeházasodni és családot alapítani vele. Kedvelt szórakozóhelyei közé a Katowice és Polónia éttermek, a Lillafüredi Palotaszálló, a Kossuth Szálló Fehér-terme és a Miskolci Egyetem 6-os terme tartoztak. Mindezek mellett eljárt a Csorba-tóhoz is, ahol a kajakosok baráti társaságával múlatta az időt. 1970. április 19-én hajnalban a nővérszállóban lévő szobája ablakában ismeretlen támadója több késszúrással meggyilkolta.

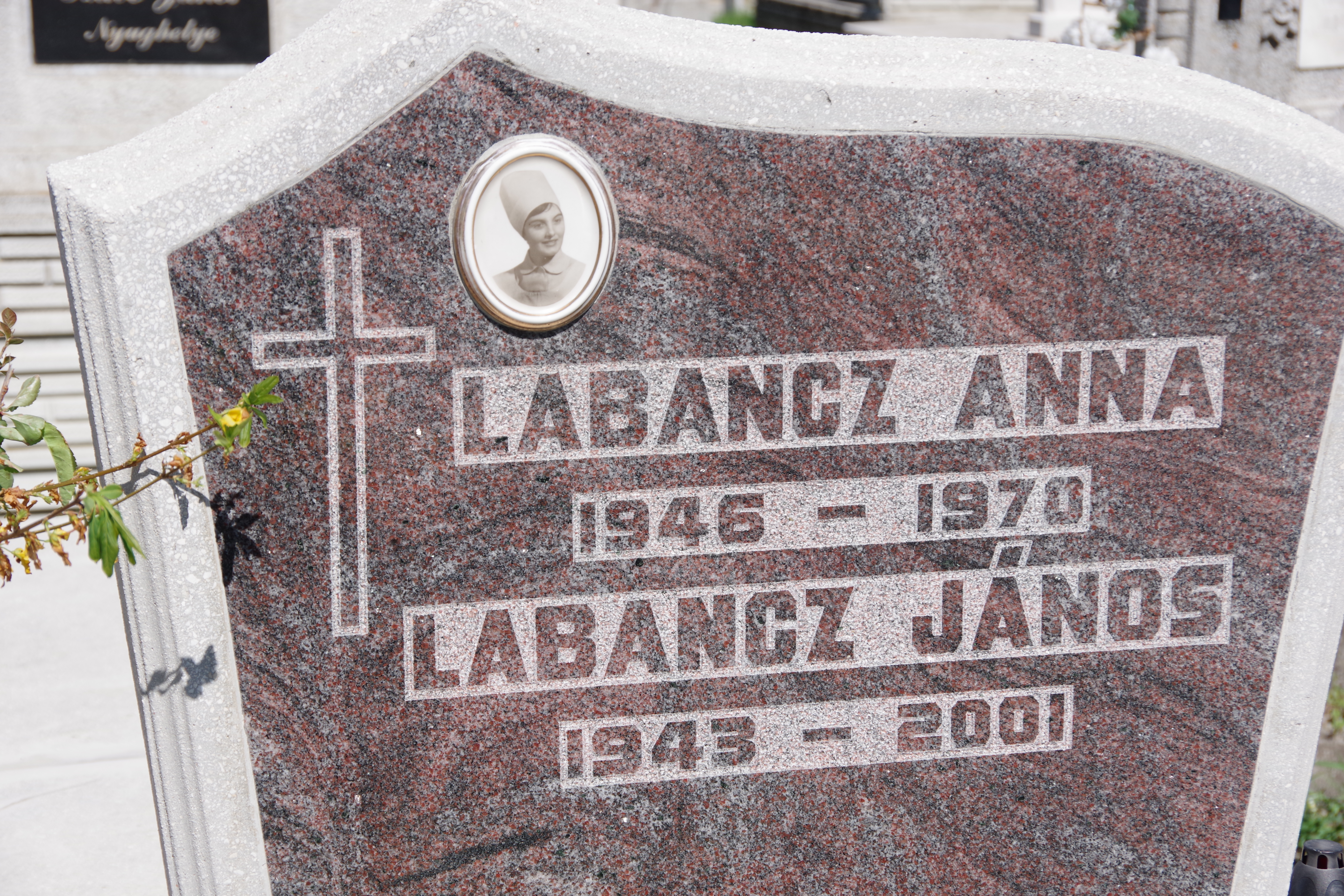
Labancz Anna síremléke a sajópetri temetőben

Labancz Annát Sajópetriben temették el, ahol apja is nyugszik. 2001 óta az akkor elhunyt bátyjával, ifjabb Labancz Jánossal egy sírban fekszik. Korábbi sírkövén a következő felirat állt: „Téged feledni sohasem lehet. Te voltál a jóság és szeretet.”  Tragikus halálával kezdetét vette egy olyan, máig hivatalosan megoldatlan bűnügy története, melyen nyomozógenerációk nőttek fel, s melyet Magyarországon ma is az egyik leghírhedtebb kriminalisztikai esetként tartanak számon.

### Labancz Anna utolsó napja
1970. április 18-án Anna délutános műszakban volt, így reggel és délelőtt fontosabb ügyeit intézte. Reggel nyolc órakor ment be a kórház 1-es belgyógyászati osztályára, ahová néhány nappal azelőtt szállíttatta be az édesanyját, annak tüdőbetegsége miatt. Kilenc óra körül jelezte a nővérszálló portásának, hogy a belvárosba megy vásárolni, hogy az édesanyjának hálóinget vegyen. 
Már a műszakban dolgozott, mikor nagyjából délután három óra körül csöngött a telefon a nővérszobában. A kagylót az ügyeletes orvos vette fel. A telefonáló férfihang bemutatkozás nélkül kérte a telefonhoz B. Erzsébet doktornőt. Miután közölték vele, hogy ő már hazament, hisz aznap délelőtt volt szolgálatban, az ismeretlen telefonáló így szólt: „Akkor az Anikóval szeretnék beszélni.” A viszontkérdésre, hogy milyen Anikót keres, azt válaszolta a források szerint, hogy „Azt nem tudom. Az a helyes barna…” Ezt követően az ügyeletes ismét rákérdezett a hívó személyére, ám azt válaszolta „Azt nem mondhatom meg.” Az ügyeletes erre kijelentette, hogy nem adja át a kagylót senkinek, ha nem mond egy nevet az illető. Ekkor a telefonáló bizonytalanul Anna egyik barátjának nevén, K. Szabolcsként mutatkozott be.
Ez a férfi egy helyi közkedvelt kajakos volt, akit hónapokkal a hívás előtt szállítottak a szemészetre, és sérülése miatt sokáig bent is tartották. Közte és Labancz Anna között tényleg baráti kapcsolat alakult ki az eltelt idő során, ezért az ügyeletes végül átadta Annának a kagylót.
Anna rövid ideig értetlenkedve hallgatta a hívót, majd mérgesen lecsapta a kagylót, és megmondta az ügyeletesnek, hogy az illető nem a barátja volt, mellesleg neki már csak annak „haverjaként” mutatkozott be. Soha nem hallotta a hangját, és biztos benne, hogy az illetőnek semmi köze az ő barátjához. A telefonáló bicskanyitogató dolgokat mondott Annának, mondatait a lány a visszaemlékezések szerint „felháborítóan pimasznak” nevezte. A telefonáló megemlített egy forradást Anna lábán, amit a lány mindig igyekezett elrejteni.
A lányt felzaklatta az eset. Még aznap beszélt udvarlójával és másnapra találkozót egyeztettek.
Az este folyamán, nagyjából nyolc óra körül egy újabb telefonáló Labancz Anna szobatársának beosztása felől érdeklődött. A nyomozás során előkerült a férfi, aki ismerte is Annát, de tagadta, hogy ő hívta volna a nővérszállást aznap este, ám azt nem tudni, hogy nem ugyanaz a telefonáló használt-e ismét álnevet.
Labancz Annát 21 óra 45 perc körül váltották le, így nagyjából tíz órakor ért a nővérszálláshoz, majd nyugovóra tért.

### Halála
1970. április 18-án éjszaka a nővérszálló ablakai közül sok volt nyitott állapotban. Labancz Anna a földszinti 3-as szobában, az ablakhoz közeli ágyban aludt. Katalin nevű szobatársnője nem volt mellette, ő ugyanis akkor esti műszakban dolgozott. A nővérszállás előtti főúton többen láttak egy jól öltözött, ismeretlen férfit, aki tíz óra körül a hirdetőtáblánál álldogált és cigarettázott.
A közeli Katowice étteremben akkor tartották a kórház egyik összeforrott csapatának ünnepségét. Emiatt az átlagnál sűrűbb volt a jövés-menés a környéken.
Sz. László húszéves fiatalember a kórház rehabilitációs épületének ablakából rálátott a nővérotthonra és az azt körülvevő területre. Cigarettázása közben, olyan fél tizenkettő óra magasságában észrevett egy másik ismeretlen, barna orkánkabátos férfit. A szemtanú szerint a nagyjából 180 centiméter magas illető nemcsak elsétálgatott a nővérszálló nyitott ablakai alatt, hanem be is lesett rajtuk. További megfigyelés után a szemtanúnak úgy tűnt, mintha az ismeretlen alak bal kezével benyúlt volna valamelyik szobába.
Sz. Zsuzsanna ápolónő, aki a nővérszállóba ment, szintén látta az orkánkabátos férfit, aki szerinte szőke hajú és nagyjából 175 centiméter magas, vékony testalkatú volt. Sz. László is látta a szőke haját a közvilágításnak köszönhetően. A férfi mintha a szálló végéből figyelt volna, egy ideig eltűnt a sötétben, majd ismét megjelent, majd megállt a hármas szoba ablaka előtt és hallgatózott, majd a kettes szobához lépett.
Ezt O. Mária nővér is látta, aki akkor érkezett meg a szállóhoz. Mária megdermedt, amikor észrevette, hogy a férfi félrehajtja a függönyt, mintha a lakóját keresné, de a férfi is meglátta őt, és elsietett a szálló végéhez. Mária szerint a férfi 175-180 cm magas lehetett, mert az ablakpárkány a nyakáig ért.
A további órákban a nővérszálló környékén az ünnepségről hazatérők miatt folyamatos volt a mozgás, a városközpontból visszatérő szerelmesek le is ültek a nővérszálló előtti játszótéren. Így ha volt is valaki, aki figyelt a sötétből, az távol tartotta magát. Hajnali három óra körül csendesedett el teljesen a környék.
Hajnali negyed négy óra körül hangos sikoltás rázta meg a csendet, amit egy másik, elhaló sikoltás is követett. Ezt a szomszéd épületben hallotta a nővérszálló irányából M. Sándorné, aki akkor készült lefeküdni. A szálló nővérei is felriadtak a sikolyra, többen dübörgést és ablaktörést is hallottak. A folyosóra lépve meglátták Labancz Annát, akinek ugyan sikerült kitámolyognia szobájából, de ott összeesett, arca és teste teljesen véres volt. Próbáltak neki segíteni: beültették egy fotelba, igyekeztek letörölni az arcáról a vért. A folyosón egy szakadt pongyoladarabot találtak, azzal is próbálták törölgetni (talán Anna vitte magával, ám később elejthette). A nővértársak először azt hitték, hogy nekieshetett az ablaknak és összevagdosta magát. Szobájába lépve azt látták, hogy az ablak ki van törve, darabjai a szoba belső részébe estek és az ablakban, a falakon, az ágyon, a villanykapcsolón vérnyomokat, a faliszőnyegen véres tenyérlenyomatot láttak. Anna medálját leszakítva, az ágyán találták meg.
Annát a támadást követően a közeli baleseti sebészetre szállították. A kórházban az oxigén-lélegeztetés következtében a lány kicsit magához tért, és a kérdésekre, hogy mi történt vele, azt válaszolta: „Nem tudom… meghalok… segítsetek… fáj a szám… mentsetek meg, nem akarok meghalni.” Ezek voltak Labancz Anna utolsó szavai. Gégemetszéssel, szívmasszázzsal és infúzióval is próbálták megmenteni, és csak akkor látták meg a hátán keletkezett súlyos és nagy szúrt sebet, mikor végül véres pizsamáját levették róla. Ez a seb a tüdejéig hatolt, és olyan súlyos volt, hogy amikor meglátták, az életmentést vezető doktor ölébe kapta a lányt, és a műtőbe szaladt vele. A főorvossal együtt megnyitották a lány mellkasát, majd közvetlen szívmasszázst és elektromos kezelést végeztek, de hiába küzdöttek az életéért fél hatig, nem sikerült megmenteniük: Labancz Anna 23 évesen, 1970. április 19-én hajnalban elhunyt.

## A nyomozás kezdete
7 óra 10 perckor érkeztek meg a szemlebizottság tagjai, akik pontos leírást alkottak a helyszín állapotáról. A helyszínelés közben egy szomszédos lakó jelezte a rendőröknek, hogy a pongyolájukat, melyet a szabadban hagytak, szakadt állapotban, összegyűrve, véresen találták meg. A rendőrök azt állapították meg, hogy a gyilkos a támadás előtt ezt a pongyolát húzhatta magára. A dulakodás közben Labancz Anna elkaphatta és leszakíthatta egy részét, majd elejthette a nővérszálló folyosóján.
Már aznap sikerült szemtanút találni. A szomszédos házban lakó M. Sándorné, aki a sikoltást meghallotta, elmondta, hogy a hálószobája ablakából látott egy férfit nagy léptekkel rohanni, átugrotta az elébe eső padot, szőke haja meglibbent az ugrástól. Az illetőn valami köpenyféle ruhát látott az asszony, ami nagyon nem illett rá. A kezét maga előtt tartva a szemközti igazgatósági épületek felé rohant, s másodpercekkel később eltűnt a sötétben.
M. Sándorné felső szomszédja, V. Ernőné is felriadt a sikoltásokra. Ő az erkélyre kilépve egy rohanó alakot látott, aki az előző beszámolóval ellentétben, néhány másodperc múlva már az ellenkező irányban, a főút túloldalán lévő bérházak felé futott, az úton keresztül. Kezével nem lendítette magát, olyan volt, mintha kezeit maga előtt tartotta volna és fogott volna valamit. Beszámolója szerint a férfi nagyjából 175-180 centiméter magas, vékony testalkatú szőkés vagy szőkésbarna, nyakba érő, hátrafésült hajú volt, akit a közvilágítás fényében jól látott.
A nyomozók később még egy szemtanúra bukkannak: P. András aznap hajnalban a hajdani belvárosi Polónia étteremből a nővérszállóig kísérte barátnőjét és visszafele a főúton, hajnali fél négy óra körül, nagyjából a Petőfi térnél figyelt fel egy teljes erejéből rohanó férfira. P. András úgy írta le, mintha menekülne valaki elől, de rajtuk kívül senki nem volt a téren. Az ismeretlen férfi, aki a háta mögül bukkant fel, majdnem fellökte Andrást, és jól szemügyre vette: legalább 165 centiméter, haja világosszőke, göndör vagy hullámos, szinte a nyakába lóg. Gömbölyű arca eltorzult, sápadt volt, és erősen lihegett, sötétbarna zakót, ingpulóvert és világosabb nadrágot viselt. Nagyjából 20-25 éves széles vállú, kisportolt személy lehetett.
A nyomozók számára a következő fontos kérdések merültek fel:
- Mi volt a támadás helyszíne, az ablak vagy a szoba?
- Mi is lehetett a gyilkos menekülési iránya?
- Ki volt a nővérszálló sarkán álló másik, addig rejtélyes cigarettázó alak?
- Illetve a P. András által leírt különös rohanó férfi megegyezik-e a valódi gyilkos személyével?
- De ha nem, akkor ki lehetett az az ember és miért futott?
- Lehetett köze a gyilkossághoz?
- Végül pedig mégis mi lehetett az indítéka egy ilyen brutális támadásnak?

Az a nyomozás kezdetétől fogva nyilvánvaló volt, hogy nem egy balesetről vagy balul sikerült rablásról volt szó, tekintettel arra, hogy Labancz Anna szobájából semmit nem vittek el. Sokkal inkább egy előre megtervezett gyilkosságnak tűnt. Emiatt a nyomozóknak fel kellett tárniuk Anna személyiségét, emberi kapcsolatait és ismerősi körét, hogy ezeken keresztül gyanús személyeket találjanak. Így kikérdezték Anna legjobb barátnőjét, ismerőseit és munkatársait. Mindenkit, aki valamilyen kapcsolatban állt a lánnyal.

### Labancz Anna személye
A rendőrség óriási lendülettel vetette bele magát az ügybe, s a kikérdezések során kirajzolódott Labancz Anna személye a nyomozók előtt.
Közkedvelt személynek számított a kórház dolgozói és betegei körében. Emellett sokan ismerték városszerte is. Életében barátai kedves, figyelmes, jóindulatú és ragaszkodó, egyes beszámolók szerint álmodozó személynek ismerték meg, aki mindenképp ki akart törni az egyszerű emberek státuszából. Munkaidejében és szabadnapjain is sokan felfigyeltek rá. Megjelenésével a kor szépségideálját testesítette meg, emellett pedig mindig gondosan ügyelt az öltözködési stílusára. Szobatársnője szerint egy kifejezetten pedáns ember volt, akit érdekeltek a könyvek, ezért hobbiként sokat vásárolt belőlük.
Már életében is elkerülhetetlen volt, hogy ne legyen társasági téma, hiszen személye a kamasz fiúktól kezdve felnőtt férfiakig, betegektől kezdve orvosokig sokak érdeklődését váltotta ki. A visszaemlékezések szerint ezzel Anna tisztában is volt. Gyakran járt bálokba, ahol megjelenése és jó tánctudása miatt szinte mindig felkérték táncolni. 
Sok udvarlója akadt, amit kimondottan élvezett. Célja volt elköteleződni egy komoly férfi mellett, összeházasodni és családot alapítani vele. Nem egy ismerősének arról beszélt, hogy diplomás férjet szeretne magának. Emiatt a sok udvarlója közül nem ismerkedett komolyabb módon olyan férfiakkal, akik nem végeztek egyetemet. Sok pletyka terjedt róla, de annak ellenére, hogy azok alaptalannak bizonyultak, erősen megnehezítették a halála utáni nyomozás menetét, és táptalajt adtak cifra városi történetek keletkezéséhez.

## Gyilkosság az ablakban
A nyomozás során éles vitákat váltott ki a gyilkosság helyszíne. Az ablak vagy a szoba? A szoba véres volt. Emiatt arra alapozták egyes rendőrök és nyomozók a véleményüket, hogy az ápolónő lakosztályába este bemászhatott valaki, és az ágyban, alvás közben szurkálhatta össze Annát. 
Ezzel az elmélettel szemben más nyomozók úgy érveltek, hogy a többrészes ablaknak azon része, melyen be lehetett volna mászni, csak 35 centiméter széles, emiatt nem lehetett ki és besurranni úgy, hogy a tettes ne kenje össze az áldozat vérével az ablakfélfát. A szoba belsejében lévő nagy vérnyomok a villanykapcsoló közelében, falon, felakasztott ruhán voltak. Olyan helyeken, amikre nem fröccsent a vér, hanem az áldozat foghatta meg őket. Mindezekkel szemben, az ablak környéke szinte teljesen véres volt, és a szőnyeg is felgyűrődött az ablak alatt. Egy ablakdarabon pedig megtalálták a nyomozók Anna arclenyomatát. Így jutottak bizonyos nyomozók arra a következtetésre, hogy a támadás helyszíne nem a szoba volt, hanem a 35 centiméter széles ablak területe. Ez az elmélet viszont nem élvez osztatlan támogatást a nyomozók körében, így a vita a támadás helyszínéről máig fennáll.  
A helyszínen talált bizonyítékok között voltak leszakadt gombok a pongyolából. Ezek mellett a technikusok az ablak alatt találtak is egy rögzítésre alkalmatlan lábnyomot. Emiatt nyomkövető kutyát vetettek be, ami egészen a Huszár és Szeles utca kereszteződéséig jutott, ám ott elvesztette a nyomot. 
A nyomozás során nyilvánvalóvá vált, hogy a tettesnek ismernie kellett az áldozatot és a tett helyszínét. Tudnia kellett, melyik szobában alszik Anna, mi a beosztása, és hogy szobatársnője mikor nincs vele. Abból, hogy Anna kinyitja az ablakot, a nyomozók arra is következtettek, hogy ismernie kellett a támadóját. A támadás helyszíne kapcsán lehetséges magyarázatként felmerült, hogy a támadó valószínűleg rossz kapcsolatban lehetett Annával, aki nem fogadta a közeledését, és nem akart a társaságában lenni. Így a gyilkos csak hajnalban tudott Annához férkőzni. Így nyerhet értelmet a pongyola is, amellyel a támadó egyszerre álcázta magát, és védte is a többi ruházatát a vérszennyeződésektől. Mindezeket megállapítva a nyomozók a lány összes ismert egykori udvarlóját kihallgatták. 
A boncolási jegyzőkönyv alapján pedig sikerült rekonstruálni az eseményeket. A proszektúrán megállapították, hogy a gyilkos fegyver, mely a tettessel együtt szintén nem került elő „kés vagy tőrszerű eszköz volt, 20 cm-es pengehosszal és legalább 20-25 mm pengeszélességgel.” Labancz Anna testén, (pontosabban: az arcán, nyakán, hátán a bal válla alatt, kezein, kulcscsontjánál és jobb combjánál) a szemle során 18 sebet találtak, ebből 16 származott a támadásból, 2 pedig műtéti beavatkozás eredménye. A szúrások és vágások az arcát és a vállát érték. Ezekből három seb önmagában is halálos volt. 
A legtöbb sérülést az arcán szenvedte el. A nyomozók árulkodónak vélték a sérüléseket. Feltételezhető, hogy a gyilkos el is akarta csúfítani a lányt, ám a célja mindenképp az emberölés lehetett, hiszen Anna nyaka felé szurkált és vagdosott. Azok a nyomozók, akik úgy gondolták hogy a támadás helyszíne az ablak volt, a következőképpen magyarázták a gyilkosság hajnalán történteket:
Hajnali három óra után csendesedett el a környék, így a támadó számára már minden készen állt. Ekkor kezdhetett el kopogtatni Labancz Anna ablakán, és egy kitalált, sürgős ürüggyel az ablakhoz hívhatta. Elképzelhető hogy szólítgatta is a lányt, aki kikelt az ágyból. Anna a bal vállát előretolva nézhetett ki az ablak keskeny nyitható részén. Valószínűleg a támadó elbújt, hiszen Annának ki kellett mélyen hajolnia, majd a gyilkos bal kezével kiránthatta egészen a derekáig az ablakból, miközben hosszú fekete hajába kapaszkodhatott. Jobb kezével szúrt és vágott. Ekkor hallották meg a sikításokat a szomszédok és a nővérek. Anna megfoghatta a támadó pongyolájának egy részét, így érhette a később halálát okozó sérülés a válla alatt. A hátán keletkezett szúrás egy bordáját eltörte és megsértette a tüdejét. Ezután a gyilkos megpróbált elmenekülni, így megfeszülhetett a pongyola, majd elszakadt. A dulakodás közben az ablak is betörött.
A gyilkos először az igazgatósági épületek irányába futhatott. Ott felkaphatta a kabátját és egyéb ruháit, illetve ledobta magáról a pongyolát, majd a kiskapun keresztül futott az ellenkező irányba, a főúton keresztül, a bérházak felé. Itt pedig vagy elbújt, vagy az otthagyott járművével elmenekült.
Anna közben már sérülten próbált kijutni a szobából. Kereste a villanykapcsolót és több helyen megtámaszkodhatott, így összevérezve a szoba bizonyos részeit. Leszakított medálját ekkor ejthette az ágyára.

## Feltételezések a gyilkosról

### A gyilkos méretei
A gyilkos méreteit O. Mária nővér azon észrevételére alapozta, miszerint a gyilkosnak az ablakpárkány a nyakáig ért. A helyszíni szemle során megállapították, hogy a talaj és az ablakpárkány között 157 cm a távolság. Erre számolhatták rá az átlag fejméret nagyságát. A többi tanúvallomást összevetve, így jöhetett ki a megközelítőleg 175-185 cm.

### A rejtélyes telefonáló
A nyomozók egyik fő feladatának a titokzatos telefonáló személyének kiderítését szabták meg. Úgy vélték sokan, hogy ha a telefonáló megvan, meglesz az elkövető is. Viszont Anna nem ismerte fel a telefonáló hangját, és ezt el is mondta a hívást elsőként fogadó G. Bernadett doktornőnek.
A telefonáló szavaiból leszűrhető volt, hogy ismernie kellett bizonyos fokig Annát, munkáját, munkahelyét, baráti kapcsolatait és a forradás nyomát a lábán. Viszont a zaklató a privát információk ellenére nem a nevén szólította a lányt, hanem hibásan Anikónak hívta. Lehetséges, hogy a hívás nem csak az információszerzést szolgálhatta, hiszen az ápolónő beosztását titkolózás és pimaszkodás nélkül is megkérdezhette volna a telefonáló, hanem a félelemkeltést is. A nyomozók később közvetett módon megtudták, hogy Anna a halála előtti hetekben félt is valakitől. Néha még a telefont sem akarta felvenni.

## Komolyabb gyanúsítottak
A rendőrségen jelentős munkát fektettek az ügy felderítésébe. Feltérképezték Anna ismerősi körét, életét és környezetét, illetve szóbeszédeknek is utánajártak. Beszámolók alapján sok gyanús személyt találtak, de előbb-utóbb szinte mindegyiküket kizárták. Végül két komolyabb gyanúsítottja lett a bűntettnek, de egyikük ellen sem emeltek vádat.

### Egy elítélt gyilkos a Csillag-börtönből
Az ő személye csak évekkel a hírhedt Labancz-gyilkosság után merült fel, lehetséges elkövetőként. Hozzá egy bejelentés alapján jutottak el, mely szerint a szegedi Csillag börtönben az akkor életfogytiglani szabadságvesztésre ítélt férfi egy beszélgetésben azt állította, hogy létezik tökéletes bűntény, s erre példának Labancz Anna meggyilkolását hozta fel. Gyorsan utánanéztek személyének. 21-22 éves korában lőszerrel való visszaélés miatt 8 hónapnyi felfüggesztett börtönbüntetésre ítélték. Kiderült, hogy 1982-83 fordulóján szóváltás következtében lelőtte barátját és egyben bűntársát az Avasi lakótelepen, mielőtt egy miskolci nőgyógyászt akartak volna kirabolni. Társa holttestét Miskolcról Budapestre, a Gellért-hegyre szállította, ahol megpróbálta eltüntetni, ám eközben megzavarták. Így fogta el a rendőrség, s emiatt töltötte börtönbüntetését is.
A nyomozók utánajártak annak, hogy az elítéltnek lehetett-e köze Annához. Kiderült, hogy a férfi problémás családból származott és eltökélte, hogy erős emberré edzi magát. Sportolt a Csorba-tónál is, épp abban az időben, mikor Anna is gyakran látogatta a tónál sportoló kajakosokat. Asperján György: A Labancz Anna gyilkosság című könyve szerint Annának egy régebbi szerelmi kapcsolata is volt egy ismert Csorba-tavi kajakossal. Emellett az elítélt gyakran megfordult azokban a szórakozóhelyekben, ahol Anna is, így elképzelhető, hogy találkoztak. A férfi a megyei kórházban is dolgozott, igaz, csak Anna halála után két évvel. Anna egykori nővértársa, Cz. Mária úgy emlékezett, hogy amikor a kórházban kezelték a város híres kajakosát, K. Szabolcsot, aki Annának is jó ismerőse volt, az illető látogatta őt a kórházban. Ez azért fontos információ, mert annak látogatói Anna jóvoltából kerültek be hozzá. Ennek az állításnak viszont ellentmond az, hogy a látogatók közül senki nem emlékezett arra, hogy a későbbi elítélt is járt volna velük a helyszínen. Találtak a rendőrök olyan személyt, aki felismerni vélte az évekkel azelőtt, a nővérszálló körül álldogáló cigarettázó férfi személyében az elítéltet. P. András tanú is úgy emlékezett, hogy a támadás után a Petőfi téren mellette elfutó személy erősen hasonlított rá. Így a rendőrségen hazugságvizsgálatnak vetették alá a férfit, aki ahhoz a beleegyezését adta.
Az elítélt a poligráfos vizsgálatok során is tagadta, hogy egyáltalán tudna-e bármit is Labancz Anna haláláról. Kijelentései ellenére a vizsgálatok pozitív eredménnyel zárultak. A visszaemlékezések szerint a poligráf „kiverte a biztosítékot”. A férfi kijelentéseivel saját magának mondott ellent. Nyilvánvalóvá vált, hogy ismernie kellett az ügy kisebb részleteit is. Kiderült, hogy az elítélt beszélt ismerőseivel és élettársával is a Labancz-gyilkosságról. Foglalkoztatta a „tökéletes bűntény” elkövetése és a hatóságok átverésének gondolata.
A rendőrség ezek után nagy erőkkel „ráállt” az ügy ezen vonalára. Kiderült az is, hogy Labancz Anna meggyilkolása előtt nem sokkal egy névtelen szerelmes levelet küldtek a nővérszálló egyik nővérének, aki egyes források szerint hasonlított Annára. A gyanúsított kézírását összevetették a névtelen levél írójának kézírásával, és a két írásminta között erős hasonlóságot véltek felfedezni a szakértők. Mindezek bizakodásra adtak okot az 1980-as évek végén, az elévülés határán „táncoló” ügy nyomozóinak. Ám a fentebbi információkkal csak azt lehetett bizonyítani, hogy az elítélt ismerhette Annát.
Ellentmondásként merült fel az, hogy az elítélt a Labancz Anna-gyilkosság idején csak a 17. életévében járt. Ugyan Annának három ismerőse állította, hogy halála előtt hetekkel mesélt nekik a lány egy neki udvarló fiúról, aki szerinte „őrülten fiatal” volt, ám az ismert információk alapján nem tarthatott fent komolyabb kapcsolatot az illetővel. Emellett semmilyen tényszerű bizonyíték nem támasztotta alá azt a feltételezést, hogy ez a két személy ugyanaz lett volna.
A gyanúsított akkori életkora ellentmond a tanúk vallomásaiban szereplő adatoknak is, amik mind 20-25 év körüli férfiról számoltak be. Kétséges az is, hogy ilyen fiatalon, akkor még vékony testalkattal, fizikálisan képes lehetett-e elkövetni egy ilyen támadást.
Az elítélt egyik ismerősének tanúvallomásából kiderült, hogy a gyanúsított kapott tőle egy tőrt, melyet a tanú le is rajzolt. Nagyjából 15-16 centiméter hosszúságú lehetett, és a markolatnál 20-25 milliméter szélességű. Ez a fegyver hasonlóságot mutatott a boncolási jegyzőkönyvben megállapított eszközzel, annak pengeszélessége tekintetében, ám hosszúsága nem egyezett, hisz az Anna halálát okozó tőr pengehosszát a szakértő 20 centiméterben határozta meg. Így az orvosszakértői vélemény nem támasztotta alá, hanem csak „lehetségesnek” ítélte meg e tőr használatát.
Ezek mellett az is viták tárgya volt a rendőrség berkein belül, hogy P. András szemtanú, aki azt állította, hogy a támadás hajnalán mellette elfutó férfi hasonlított az elítéltre, valóban a gyilkos személyét látta-e? Hiszen P. András útvonala nem egyezett azzal az útvonallal, amerre először látták futni a támadót. Emellett nem volt világos, hogy a gyilkos miért is változtatta volna meg az útirányát a tömbházak mellékutcáinak irányából a főút felé? Miért futott volna végig a feltűnést kerülni akaró gyilkos a főúton, a Petőfi tér felé? Ezek a kérdések máig hivatalosan megválaszolatlanok.
Problémát jelentett még Anna és a gyanúsított személyiségének különbözősége. A nyomozás során Annáról alkotott képpel nehezen összeegyeztethető, hogy ő, aki egyetemista, főként mérnök férfiak körében mozgott, komolyabb kapcsolatot építhetett volna ki egy akkor tizenéves szakmunkás fiúval.
Alibit már nehéz volt évekkel később megállapítani, ám a gyanúsított édesanyja a rendőröknek elmondta, hogy a fiának esténként mindig hamar otthon kellett lennie, mert különben a nevelőapja elverte.
A nyomozók megtudták, hogy a férfi az élettársával (aki egyes beszámolók szerint eléggé hasonlított külsőleg Labancz Annához) nyílt kapcsolatban élt egy ideig, ami közös döntésükön alapult. Ez az információ megkérdőjelezheti azt a feltételezést, hogy a későbbi elítélt korábban szerelemféltésből támadta volna meg Annát, akihez érzelmi szálak fűzhették.
A gyanúsított soha nem ismerte el, hogy bármi köze is lett volna Labancz Anna halálához. A későbbiekben azt is kijelentette, hogy ha tudja, hogy ilyen következményei lesznek annak, hogy belemegy a poligráfos vizsgálatokba, inkább nem is vállalta volna őket. Mindvégig azt állította, hogy számára „a nő és a gyerek szent”. Sosem indult ellene büntetőeljárás Labancz Anna meggyilkolásáért. Az ügy elévülése után évekkel kiszabadult a börtönből. Később külföldön drogkereskedő lett belőle. Miután a hatóságok elfogták, ismét életfogytiglani börtönbüntetésre ítélték, büntetését egy ecuadori börtönben töltötte le.

### A fiatal gépészmérnök
A nyomozók számára Labancz Anna ismerősi körét kutatva merült fel először egy gépészmérnök személye, aki Annával egyidős volt. Az ápolónő régebbi ismerősei közé tartozott. Még 1966-ban, a Győri kapui egykori úttörőházban, egy, a Földes Ferenc Gimnázium által rendezett bálon ismerkedtek meg. Az elkövetkezendő idő során szerelmi viszony alakult ki közöttük. Előzetes megbeszéléseket követően sokszor találkozgattak és töltötték együtt az időt. Még együtt is szilvesztereztek Ózdon, az akkor még műegyetemista udvarló ismerőseinél. A férfi későbbi tanúvallomása alapján itt eléggé közel is kerültek egymáshoz, de azon túl, hogy egy ágyban aludtak, nem történt semmi egyéb köztük. Kapcsolatuk ezt követően kezdett lanyhulni, majd az évek során ismeretséggé mérséklődött. Az évek múlásával mindketten élték saját életüket külön-külön, ám időről időre beszélgetésekbe elegyedtek egymással. 
A nyomozók a gyilkosság másnapján, április 20-án a munkahelyén keresték fel a gépészmérnököt és megkérték, hogy kísérje gyöngyösi lakására őket. A nyomozók észrevették, hogy ingének mandzsettáján, illetve zsebkendőjén fröccsenéses vérnyomok voltak. Kezének jobb ujján pedig sérülésre figyeltek fel. A nyomozók kérdéseire azt válaszolta, hogy motorszerelés közben sérült meg. Az albérleti lakásán a nyomozók továbbá találtak egy lavórt, amiben különböző ruhák és törölközők áztak. A víz színe pedig piros volt. A feltett kérdésekre azzal a magyarázattal állt elő, hogy a barátnőjével történő, menstruáció közbeni nemi érintkezés miatt véresek a törölközők. A nyomozók nem hittek a férfi állításában, és bevitték a rendőrségre. A férfi a visszaemlékezések szerint ez ellen kézzel-lábbal tiltakozott. Az inget, zsebkendőt és törölközőket Budapestre küldték, ahol igazolást nyert az, hogy tényleg vérnyomok találhatóak meg rajtuk. Az ezt követő megállapításokban már ellentmondanak a források, hiszen különböző nyomozói vélemények kerületek a köznyilvánosság elé a vér milyenségét illetően. Takács Mariann Gyilkosság az ablakban - Miért halt meg Labancz Anna? című könyvében két nyomozó is különböző megállapításokat tesz ezzel kapcsolatban. Az egyik vélemény szerint a laborvizsgálat bebizonyította hogy menstruációs vér volt a ruhadarabokon. A másik vélemény szerint viszont ezt nem lehetett megállapítani, ahogy a vércsoportot sem.
A férfi a Labancz Annával való viszonya után a falujában megismerkedett egy Rozália nevű lánnyal. Takács Mariann írónő könyvéből kiderül, hogy a romantikus kapcsolatuknak a gyanúsított magatartása vetett véget, ugyanis egy alkalommal, mikor barátnőjére féltékenykedett, bezárta őt az albérleti lakásába, s csak később engedte ki. Emiatt kapcsolatuk 1970 februárja környékén megromlott és február 21-én ismét felvette a kapcsolatot Labancz Annával. Bizonyítottan ellátogatott a nővérszállóra, ahol sokáig beszélt az ápolónővel, majd megkérte a kezét, és meghívta gyöngyösi lakására. Anna végül nem ment el hozzá, és ezt egy levélben közölte vele.
A mérnök rendőrségi kihallgatása során elhangzott mondataiban ellentmondásokat véltek felfedezni a nyomozók. A férfi kihallgatása során viszonylag elítélően nyilatkozott Anna személyéről, annak ellenére, hogy azt állította végig, hogy „baráti, pajtási” viszony volt köztük, és elmondása szerint aznap tudta meg „barátjának” halálhírét. Azt is állította, hogy sosem érzett a lány iránt komolyabb érzelmeket, aminek viszont ellentmond a tény, hogy februárban felkereste Annát és ismét közeledni próbált felé, ráadásul még a kezét is megkérte. Mikor a nyomozók kezdték faggatni a lavórban talált véres törölközőkről, a kihallgatott ismét azt állította, hogy nemi érintkezés következtében lettek véresek. A nyomozók később felkeresték a Rozália nevű egykori barátnőt, aki azt állította, hogy régóta nem tartotta a kapcsolatot volt udvarlójával, így tőle nem származhattak a vérnyomok.
A nyomozók megtudták azt is, hogy a férfinak a gyilkosság hetén, csak szombaton volt szabadnapja, pont azon a napon, amikor este a gyilkos is megjelent a nővérszálló közelében. Állítása szerint motorral Rudabányára indult, ahová nagyjából 15:30 perckor érkezett meg. Kiderült, hogy barátaival este egy találkozót beszélt meg, de hiába várták, nem jelent meg. Másnap egy focicsapat tagjaival utazott vissza Gyöngyösre Miskolcon keresztül. A csapat viszont megállt a városi Béke étteremben. A társaság jókedve ellenére a gyanúsított nem evett velük, hanem az utcán sétálgatott. Találkozott egy ismerősével is, aki igazán letörtnek, kedvetlennek látta.
A nyomozók véleménye szerint a férfi akkori megjelenésére, külsejére ráillik a tanúk által adott személyleírás. Szüleit is kikérdezték a nyomozók, akik viszont állították, hogy a fiuk aznap otthon volt és látták, ahogy elment lefeküdni. A nyomozás alatt kiderült, hogy anyja a házuk melletti postahivatal vezetője volt, így onnan könnyedén tudott telefonálni.
A nyomozás főbb koordinátorai nem tartották a férfi habitusát eléggé gyanúsnak. Izgalmában nem gyanút, hanem gyengeséget véltek, illetve alibijét is kellően biztosnak ítélték, így arra a következtetésre jutottak, hogy nem lett volna képes elkövetni egy ilyen súlyos tettet. Így nem folytatták tovább a kutakodást az ügy ezen szálán. Ugyan az ügyben nyomozó egyik százados még próbált „fű alatt” nyomozni a férfi után, de ez csak ideig-óráig volt lehetséges.

### A húsvéti táncos
Ez az elmélet azon a feltevésen alapszik, miszerint a gyilkos és Labancz Anna között nem régebbi érzelmi kötelék volt, hanem egy friss kapcsolat. Kiderült, hogy Anna és udvarlója, K. Ferenc között 1970 húsvétja táján nézetkülönbség alakult ki, napokig hanyagolták is egymást. Az adatok szerint ekkor járt Anna és Éva nevű barátnője a Katowice étteremben, ahol táncoltak és Anna megismerkedett valakivel. (1970-ben húsvétvasárnap március 29-ére esett.) Táncoltak, majd a következő napokban telefonon beszéltek egymással. A húsvéti rendezvényen résztvevők elmesélték a nyomozóknak azt, amit tudtak az illetőről és személyleírást is adtak róla. Egy szőke, sportos, elegáns férfi képe rajzolódott ki. A leírás ezen pontjai teljesen illettek az elkövetőről szóló beszámolókhoz. Az elmélet buktatójaként viszont felmerült a tény, hogy az illető technikusként dolgozott egy Miskolc környéki üzemben. A keresztnevét megtudták, de vezetéknevére nem derült fény, csak annyit sikerült kideríteni, hogy talán Szent előtaggal kezdődhetett.
Az elmélet szerint Anna nem akarta forszírozni a „húsvéti táncossal” való együttlétet. A férfi amúgy is technikus volt, ami nem illett bele a lány jövőbeli elképzeléseibe. Így nem is említette ismerőseinek a fiút. Húsvét után Anna és K. Ferenc újra egymásra találtak, így a „húsvéti táncossal” való érintkezés kellemetlenné válhatott számára. Ez pedig az illetőnél akár elég ok lehetett arra is, hogy szerelemféltésből meggyilkolja Labancz Annát.
A nyomozást vezető alezredesnek az volt a véleménye, hogy ha még be is azonosították volna ezt a férfit, nagy eséllyel nem lehetett volna a helyszínhez kötni. Anna ismerősei sem tudtak friss kapcsolatról, amit a keresztnévhez tudtak volna kötni. Az elmélet szerint azért, mert Anna eltitkolhatta új ismerősét a környezete elől, ám ez mind csupán feltételezés. 

### Mára már tisztázott, egykori gyanúsítottak

#### A cigarettázó férfi
A cigarettázó férfi, aki órákon át a nővérszálló sarkánál egy hirdetőoszlop lábánál álldogált, szintén több mint gyanús volt sokak számára. A házibuliból hazatérők 35-40 éves férfinak írták le a személyt. Keletkezett olyan elmélet is, miszerint nem egy ember műve lehetett a bűntett, így esetleg neki is köze lehetett hozzá, pl. őrt állhatott a gyilkosnak.
A rendőrség hamar utánajárt az illető kilétének. Kiderült, hogy ő akkor tényleg megfigyelt valakit, de nem azért, hogy ezzel biztosítsa a gyilkost, hanem mert a feleségét figyelte, aki a Katowice étteremben dolgozott, és tudni szerette volna, kivel sétálhat haza, mert féltékeny volt rá, attól tartott, hogy megcsalja. A férfi szeretett volna aznap hajnalban bizonyosságot szerezni, ezért várt olyan sokáig, de a felesége meglátta és másik útvonalat választott. Az asszony egyébként a kerülőútja során a nővérszállással szembeni dombon, a bérházak között egy gazdátlanul hagyott motort vett észre; nagy a valószínűsége annak, hogy a későbbi gyilkos járművét látta.
Így minden kétség tisztázódott azzal kapcsolatban, hogy a „cigarettázó férfinak” lehetett-e bármi köze a gyilkossághoz. Az igazsághoz pedig hozzátartozik az is, hogy a férj még a támadás előtt elhagyta a helyszínt.

#### A hírhedt bűnöző
A nyomozók tudomást szereztek arról, hogy 1969-ben Anna, előző barátjával való szakítása után a Kossuth Szállóban megismerkedett egy Róbert nevű férfival. Csalódottsága eloszlani látszott, ugyanis a férfi intelligens és jó modorú személynek tettette magát.
Az állítólagos Róbert azonban egy hírhedt bűnöző volt, aki barátjával és egyben bűntársával együtt követett el nemi erőszak természetű bűncselekményeket Miskolcon. A férfi azt tervezte, hogy randevúra invitálja a lányt, ahol majd megtámadhatja. Mikor találkoztak, Annát egy mondvacsinált ürüggyel felcsalta Daru utcai lakásába. Miután a lány elutasította a kezdeti durva közeledést, a férfi erőszakoskodni kezdett vele. Ugyan Labancz Anna ellenállása közben sérüléseket szerzett, de ki tudott menekülni a támadója lakásából. A dulakodás közepette a bűnelkövető állítólag megfenyegette a lányt azzal, hogy ha szól a rendőrségnek, megöleti. Ebből kifolyólag Anna nem is szólt a hatóságoknak, csak közeli ismerőseinek mesélt az esetről. A támadónak végül csak hátránya származott Labancz Anna halálából, ugyanis miután a rendőrség megismerte a történetet, azonnal megtalálták őt, bűntársát és több más sértettet is. Letartóztatták és elítélték, viszont a börtönben lefolytatott kihallgatások során a rendőrség végül kizárta a gyilkosság gyanúsítottjai közül.

## Halálának hatásai
Labancz Anna meggyilkolása és annak körülményei óriási port kavart országszerte, az akkoriban indult, híres Kék fény című bűnügyi sorozat is beszámolt a gyilkosságról 1970 szeptemberében. A hírek gyorsan terjedtek, így szinte az egész országból kapott bejelentéseket a miskolci rendőrség. Az adás ártalmasnak bizonyult az ügy felgöngyölítése kapcsán, hiszen sok álhírnek, kitalált történetnek adtak táptalajt a műsorban elhangzó fontos információk, nem beszélve arról, hogy valószínűleg a gyilkos is nézte a műsort, így értesülhetett a nyomozás hozzávetőleges állásáról.
A Kék fény adásában elhangzottaknak köszönhetően keletkezett az a teljesen alaptalan, de gyorsan terjedő pletyka, miszerint a fiatal és szép Labancz Annát egy orvos féltékeny felesége, vagy maga az orvos gyilkolta meg, hiszen a támadót fehér ruhában látták elmenekülni, ezt pedig sokan orvosi köpenyként értelmezték. Hiába a nyilvánvaló tény, hogy az a bizonyos fehér ruha egy női pongyola volt, illetve hogy Labancz Annának nem voltak viszonyai nős orvosokkal, a szóbeszéd annyira erősen tartotta magát a városban, hogy a szemtanúként meghallgatott M. Sándornéra és orvos férjére sokan úgy tekintettek, mint az elkövetőkre. Éppen ezek miatt a rossznyelvek miatt, az eset után nem sokkal el is költöztek a városból.
A nyomozás során minden történetnek, még a felmerülő legkisebb pletykának is utána kellett járni. A tettesek között a köznyelv befolyásos bűnözőket, prominens városi személyeket, orvosokat, kukkolókat, rablókat, féltékeny asszonyokat, de még hazánkban állomásozó szovjet katonákat is számon tartott, ám ezek közül egy feltételezés sem vezetett eredményre.
Az orvos-elmélet mellett a városban máig tartja magát az a pletyka, hogy a gyilkost elkaphatta volna a rendőrség, ha akarta volna, viszont a rendőrség akkori vezetése direkt nem engedte a kompromittáló szálak további nyomozását. Ezzel biztosították, hogy a kapcsolatokkal rendelkező gyilkos ellen soha ne lehessen vádat emelni.
A bűnügy az ország köztudatába a „miskolci ápolónő-gyilkosságként” égett bele, míg rendőrségi nyomozó körökben egyszerűen az „Anna-ügyként” hivatkoztak rá.

## A nyomozás vége
Végül a nyomozó hatóságoknak nem sikerült egy olyan gyanúsítottat sem találniuk, aki ellen az ügyészség vádat emelhetett volna Labancz Anna meggyilkosásának ügyében. 1990-ben, az akkor hatályban lévő 1978. évi IV. törvény 33. §-ának első bekezdése értelmében, az ügy büntetőjogilag elévült. Később a gyilkossági ügy dokumentumait megsemmisítették. Egyedül Asperján György író kapott engedélyt a Belügyminisztériumtól arra, hogy bizonyos dokumentumokat lefénymásolva megkapjon..Végezetül ki lehet jelenteni, hogy a rendőrség nagy erőkkel próbálta elfogni a tettest. Jelentős mennyiségű információnak jártak utána és sok szálat térképeztek fel. Nagy és sokszor nem eredménytelen energiákat áldoztak a gyilkos felderítésére. Mindezek viszont csak arra voltak elegendőek, hogy a gyanúsítottak nagy részét kizárják a lehetséges elkövetők sorából.

## Legújabb fejlemények
A gyilkosság évének ötvenedik évfordulóján, 2020. szeptember 15-én az Állambiztonsági Szolgálatok Történeti Levéltára nyilvánosságra hozott egy korábban szigorúan titkos minősítésű jelentést, melyet a Belügyminisztérium III/I.-F. alosztályának egyik munkatársa készített. A jelentés tartalma arról árulkodik, hogy 1972. október 4-én a Borsod-Abaúj-Zemplén Megyei Rendőr-főkapitányság kérésére megfigyeltek egy férfit a Budapesti Fegyház és Szigorított börtön elmeosztályán. K. L. egy lopás miatti előzetes letartóztatásban lévő alkalmi munkás volt. A megfigyelés indoka az volt, hogy gyanú merült fel annak kapcsán, hogy az illetőnek köze lehetett Labancz Anna meggyilkolásához.
A rendőrség figyelmét az keltette fel, hogy K. L. többször beszélt Labancz Anna halálának részleteiről és olyan kijelentéseket tett, melyeket addig csak azok ismerhettek, akik részesei voltak az eseményeknek. A férfi megfigyeléséről szóló dokumentumok szerint az illető „maga az elkövető, vagy az elkövető kilétéről tud, mert a rendőri eljárás során a mellé helyezett fogdaügynöknek az ügyről beszélt. A fentiek miatt a Borsod megyei Rendőr-főkapitányság kérte az operatív ellenőrzését.”
Kiderült, hogy Anna meggyilkolásának napján K. L. szintén a Borsod-Abaúj-Zemplén Megyei Központi Kórházban dolgozott, nevezetesen annak elmeosztályán, mint segédápoló. A gyilkosságot követő napon is a kórház területén dolgozott és a nyilvánosságra hozott dokumentumok szerint meg is jelent a proszektúrán, ahol sikerült megtekintenie Labancz Anna holttestét.
K. L. kijelentette: „Annát bajonettel ölték meg, vércsatornással. Először megszúrták, megfordították benne - ekkor vágta el az artériát – majd kihúzták és az arcába nyomták alulról lefelé.” A férfi arról is beszámolt, hogy szerinte az első és egyben legsúlyosabb szúrás a lány hátát érte.
Kiderült, hogy korábban többek előtt a Kék fény adását látva kijelentette, hogy ő tudja a gyilkos kilétét, de azt a rendőrség már sosem fogja tudni kinyomozni. A gyanút tovább növelte, hogy az illető nem tudott helytálló alibit szolgáltatni a gyilkosság időpontjára. Egyszer azt állította, hogy otthon volt és a szobatársával aludt, míg egy másik esetben már azt nyilatkozta, hogy egy portással beszélgetett és a kutyáját szerette volna ellopni. Megfigyelése során megállapították, hogy K. L. jó koncentráló készséggel rendelkező, rafinált egyén. Mivel egy ideig az elmeosztályon dolgozott, jól ismerte az elmebetegek viselkedését, így ha pillanatnyi érdekei úgy kívánták, tudott úgy viselkedni a környezetével, mintha ő is az lenne.
Az eddig nem ismert dokumentum végül megállapítja, hogy K. L.-lel szemben egyre nő a gyanú, hogy köze lehetett Labancz Anna meggyilkolásához.
Mindezen információk annak fényében válnak még furcsábbá, hogy a dokumentumok nyilvánosságra kerülését követően a Blikk újságírói megkeresték az ügy egykori nyomozóját, aki elmondása alapján egyáltalán nem emlékezett erre a férfira. Pedig a férfi megfigyelését maga a Borsod-Abaúj-Zemplén Megyei Rendőr-főkapitányság kérvényezte. A megfigyelés eredményeit is eljuttatták hozzájuk. Tehát valakinek ismernie kellett ezt a titkosított szálat a borsodi rendőrség berkein belül. Viszont ennek ellenére ez az információ nem jutott a megkérdezett nyomozó birtokába.
További furcsaságként merül fel az a tény is, hogy a bűnöző Róbertet emiatt is próbálták bíróság elé állítani, de az elmeosztályon megfigyelt K. L. esetében viszont semmilyen információ nem látott napvilágot arról, hogy hasonlóképpen jártak volna el. Látszólag a rendőrséget csak a megfigyelés foglalkoztatta, pedig 1972-ben az ügyet még korántsem fenyegette az elévülés. Még a nyomozók sem beszéltek erről a szálról a nyilvánosságnak, pedig Takács Mariann Gyilkosság az ablakban című művében részletesen nyilatkoztak az ügy nyomozásáról.

## Labancz Anna az irodalomban
A gyilkosság elévülésének évében 1990-ben két könyvet is kiadtak az üggyel kapcsolatban. Az egyiket Nagy József írta, Miért ölték meg Labanc Annát? címmel, míg a másik Takács Mariann műve volt, aminek címe: Gyilkosság az ablakban – Miért halt meg Labancz Anna? A műben Takács Mariann az ügy nyomozóinak véleményeit, állásfoglalásait mutatja be, a szemtanúk egyes beszámolóival kiegészítve. 
2006-ban  Asperján György jelentette meg a regényét, A Labancz Anna gyilkosság címmel. Az író a regényében nevén nevezte azt a személyt, akiről úgy gondolta, hogy elkövette a gyilkosságot. Az egykori gyanúsított a könyv megjelenése után egy magáncégnél hazugságvizsgálatnak vetette alá magát, igazolásképpen, hogy nem hazudik, mikor tagadja azt, hogy ő lenne a gyilkos. Rágalmazási pert is indított az íróval szemben, amit megnyert és a könyvet még abban az évben betiltották.
Lackner László Ne lépj az ablakhoz című kisregénye szintén a gyilkosságról szól.
2023 nyarán jelentek meg hírek arról, hogy Dudás Balázs rendező Labancz Anna gyilkosai címen dokumentum-sorozatot kíván készíteni a hírhedt, máig megoldatlan gyilkosságról.